# ترک‌های مصر

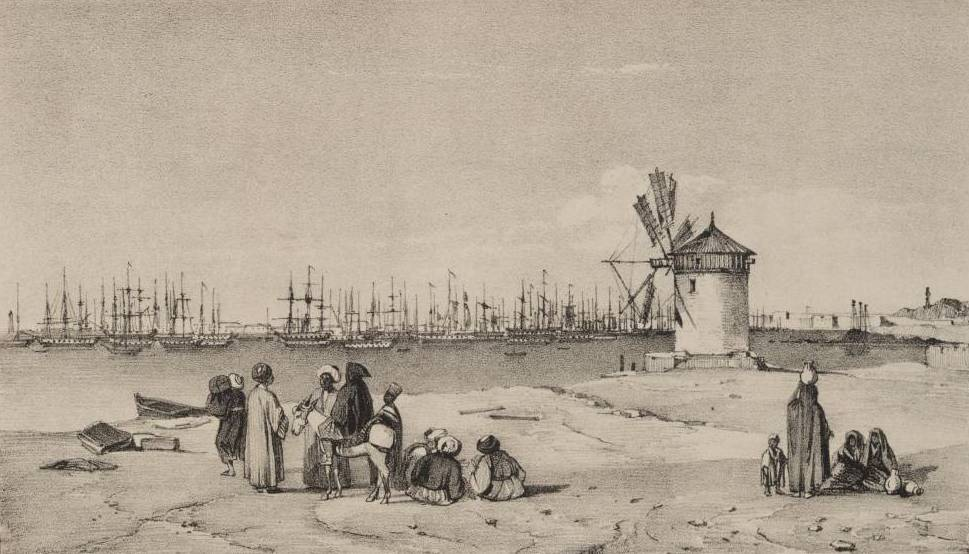
تصویری از کشتی های ترک ها در اسکندریه مصر

ترک‌های مصر (عربی: ترکمان مصر ترکی استانبولی: Mısır Türkleri) به شهروندان مصر با پس زمینه قومی ترک گفته می‌شود. در اواخر قرن ۱۱ام، مصر برای اولین بار توسط سلسله بحری توسط ترک‌ها بنیان‌گذاری شد، این دودمان در سال ۱۵۱۷ از مملوکیان در نبرد ریدانیه در نزدیکی قاهره در شمال مصر اداره می‌شد، شکست خوردند. ترک‌هایی در ارتش و طبقه اشراف از آن دوران نیز حضور داشتند. پیشینه دیگری از حضور ترک‌ها در مصر به دوران امپراطوری عثمانی برمی گردد که کشور کنونی مصر جزئی از مستعمره و فتوحات عثمانی‌ها بود. در سال‌های قبل از انقلاب ۱۹۱۹ مصر، طبقات حاکم و بالا عمدتاً ترک یا از تبار ترک بودند، که همگی سهم وراث حکومت عثمانی مصر بودند. هیچ برآورد روشنی در مورد جمعیت ترک‌ها در مصر وجود ندارد، چندین منبع تعدادشان را در محدوده ۱۰۰٬۰۰۰ نفر، از سوی دیگر ادعاهایی مبنی بر جمعیت ۷۵۰٬۰۰۰ الی ۱٬۵۰۰٬۰۰۰ نیز وجود دارد. بررسی ژنتیک نشان می‌دهد ۳ درصد مردم مصر دارای تباری از آسیای صغیر (نه لزوماً ترک بلکه شامل تمام اقوام بومی باستان قبل از ترک‌ها) می‌باشند.